# Kenneth & the Knutters
Kenneth & the Knutters är en svensk musikgrupp (rockmusik) som grundades 1982 i Örebro.
Bandet uppstod ur den tidigare popgruppen Colt45 från Örebro. Kjell Jennstig har ingått i dem båda. Sättningen är sång-gitarr-gitarr-bas-trummor. Unikt för Knutters är att bandet även består av tre dansare. Totalt består bandet av åtta personer. Vid mitten av 1990-talet utökade man med keyboard. På keyboard har det varit tre till fyra olika medlemmar genom åren.

## Historik
Bandet bildades i Örebro 1982 efter att Kjell Jennstig och Leif Goldkuhl från gruppen Colt45 fått en idé om ett showband med MC-förtecken. Man hade med sitt band Colt45 haft vissa framgångar lokalt men tyckte inte att man kom vidare. På en fest skrev man på skoj en låt som hette "Jag vill ha din Yamaha hos mig ikväll". Låten repades in med Colt45 och man anmälde sig under pseudonymen "Kenneth & the Knutters" till talangtävlingen Talang 82 i Brunnsparken i Örebro. För att profilera sig planerade man att även fylla scenen med dansande knuttar. Man tog kontakt med några lokala MC-klubbar. När tävlingen började dök bara tre personer upp. Kenneth & the Knutters vann tävlingen.
Via framträdanden på en MC-show på Grand Hôtel i Stockholm och Motorcykelns dag på Gärdet i Stockholm fick bandet skivkontrakt med CBS. Under åren 1983–1987 släppte de tre album och turnerade i folkparkerna på somrarna. De åkte motorcykel mellan spelningarna, något som möjliggjordes via olika sponsoravtal.
År 1988 tog Kenneth & the Knutters en paus efter att bandets dåvarande basist avlidit efter en längre tids sjukdom. År 1990 började de om på nytt, och albumet Tankad, packad och klar spelades in på hösten och släpptes våren 1991. Albumet är bandets största försäljningssuccé och i oktober 1991 mottog de en guldskiva. Bandet innehar sedan 1992 publikrekord i Kisa folkets park med 5 072 betalande. 
Åren 1993–1999 åkte de på årliga folkparksturnéer och släppte två plattor. Dessutom medverkade de med vardera två låtar på samlingsplattorna Kopparbärs Rock 2 och Kopparbärs Tomterock. År 1997 skrev bandet två kampsånger för Örebro SK vilket blev en singel som säljs på ÖSK:s hemmamatcher. Albumet Pilsner och tulpaner släpptes 2001. 
Mellan 2001 och 2007 turnerade Kenneth & the Knutters, dock sparsamt. Den 18 augusti 2007 medverkade de i Sommarkrysset. Efter turnéslutet i Folkets park, Kisa i augusti 2007 deklarerade de att de "tryckt in pausknappen på obestämd tid".
Tisdagen den 15 mars 2011 meddelade Kenneth & the Knutters att "stoppknappen blivit intryckt". Inför sitt 30-årsjubileum 2012 spelade de dock inte ett nytt album som  släpptes den 26 september. Bandet spelade återigen tillsammans lördagen den 6 februari 2016 under en timmeslång spelning på Silja Symphony under Sveriges Motorcyklisters (SMC) HojX-resa till Helsingfors.
Under 2020–2021 sammanstrålande bandet igen för att spela in en ny platta, bland annat av den anledningen att en av bandets medlemmar nyligen gått igenom en cancerbehandling och hade ett önskemål om att göra musik tillsammans med bandet igen. Som ett resultat av detta släpptes plattan "Däckad, Golvad & lycklig" våren 2021.

## Musiken
Musiken är till 90 procent egenkomponerat material som karakteriseras som rocklåtar på svenska. Den största musikaliska influensen är Status Quo. Sångtexterna är oftast av det skämtsamma slaget, och handlar mestadels om kärleken till motorcykeln.

## Diskografi

### Colt45
Singlar
- 1979 – "Kärlek" / "Jag ger inte upp" (7" vinyl, egen produktion)
- 1980 – "Fortsätt framåt" / "Kom tillbaka" (7" vinyl, Sonet Records)

### Kenneth & the Knutters
Studioalbum
- 1983 – Vi kom, vi såg, vi stegrade (LP, CBS)
- 1984 – Leva fort (LP/CD), CBS)
- 1985 – Läder, svett och dårar (LP), CBS)
- 1991 – Tankad, packad och klar (Kassett/LP/CD, Sony Music)
- 1993 – Stor, stark och vacker (LP/CD, Sony Music)
- 1996 – Mycke' mera macho (CD, Sony Music)
- 2001 – Pilsner och tulpaner (CD, Mariann Grammofon)
- 2012 – Precis som det ska va (LP, Sony Music)
- 2021 - däckad, golvad och lycklig (CD, MC Records)

Singlar
- 1983 – "Jag vill ha din Yamaha" / "Storebror" (7" vinyl, Epic Records)
- 1984 – "P-Nissar" / "Het som ni vet (Hot Love)" (7" vinyl, CBS)
- 1984 – "Vi ska ha våra bågar kvar" / "Jag kan ta dig i min sidovagn" (7" vinyl, CBS)
- 1987 – "Änglabåge" / "Fri fart" (7" vinyl, CBS)
- 1991 – "Tankad, packad och klar" / "Hon sitter bra därbak" (7" vinyl, MC Records)
- 1991 – "Ung, villig och motorburen" / "Som en riktig man" (7" vinyl, MC Records)
- 1993 – "Ge mig en öl" / "För ung för mig" (CD, Columbia)
- 1996 – "En Flohabba från Köping" / "Catrin" (CD, MC Records)
- 2019 – "En Hjulsingel" (Mariann)
- 2021 – "däckad, golvad & lycklig" (MC Records)

EP
- 2012 – Vi ska ha våra bågar kvar (CD, Columbia)

Samlingsalbum
- 1989 – Bågrock & Motorvrål 1982 – 1987 (LP, CD, CBS)
- 1991 – Collection (CD, Columbia/Sony Music)
- 1992 – Läder, svett och dårar (CD, MC Records)
- 1993 – Guldhits I (CD, Sony Music)
- 1994 – Guldhits II (CD, Sony Music)